# Rimling
Rimling (deutsch Rimlingen) ist eine französische Gemeinde mit 631 Einwohnern (Stand 1. Januar 2022) im Département Moselle in der Region Grand Est (bis 2015 Lothringen). Sie gehört zum Arrondissement Sarreguemines und zum Kanton Bitche.

## Geografie
Rimling liegt im bäuerlich geprägten westlichen Bitscher Land im Einzugsgebiet der Bickenalb, am Fuße eines Höhenzuges aus Muschelkalk, etwa auf halbem Wege zwischen Saargemünd und Bitsch. Zu Rimling gehört der Weiler Morainville (deutsch Schönhof) im äußersten Westen der Gemarkung.

## Geschichte
Funde zeugen von einer Besiedelung der Gemarkung bereits in der Bronzezeit. Die erste Erwähnung des Ortes erfolgt im 8. Jahrhundert als Remingilas. Im Jahr 855 taucht die Bezeichnung Rymelingen auf. Karl der Große soll die Rechte an dem Ort, der ein Königsgut war, an das Kloster Hornbach vergeben haben. Aus dem Jahr 865 liegt eine Bekräftigung dieser Rechte von Lothar II. vor. In dieser Zeit war Rimlingen Verwaltungssitz für den Bliesgau, woraus sich schließlich die Herrschaft Bitsch entwickelte. Unter dieser war Rimlingen Gerichtsort und Schultheißerei für zahlreiche, teils heute weit bedeutendere Ortschaften. Von 1790 bis 2015 gehörte das Dorf zum nicht mehr bestehenden Kanton Volmunster, seither zum Kanton Bitche.
In Rimlingen kreuzten zwei wichtige mittelalterliche Handelsstraßen: die Duser Straße aus dem lothringischen Salinengebiet von Marsal über Zweibrücken zum Rhein und die Lombardische Straße von Flandern über Straßburg nach Italien. Eine dritte Straße zweigte hier nach St. Ingbert ab. Zu deren Schutz erbauten die Lothringer Herzöge im 11. Jahrhundert ein Schloss. Mit der Zeit ging die Bedeutung des Ortes zurück, er blieb jedoch Zoll- und Mautstation der Herrschaft Bitsch sowie Relais- und Quartierstation an den Handelsstraßen. Das Schloss wurde 1397 beschädigt und wird 1570, beim Ende der Herrschaft Bitsch, nur noch als größerer Bauernhof beschrieben.
1525 war Hans Zoller aus Rimlingen einer der führenden Köpfe der Lothringer Bauern im Bauernkrieg. Er führte 8.000 Bauern im Herbitzheimer Haufen zusammen. Nach anfänglichen Siegen kamen fast alle im großen Massaker von Zabern um.
1774 stiftete Pierre Mercenier die Mittel zum Bau eines Krankenhauses. In der Folge kam es zu einem Skandal, da der mit der Stiftungsverwaltung betraute Abt erhebliche Mittel veruntreute und es nie dazu kam, dass das Krankenhaus in Betrieb gehen konnte. In den errichteten Gebäuden wurde u. a. eine Schule untergebracht. In Erinnerung an Pierre Mercenier hat die Gemeinde Rimling eine Straße nach ihm benannt.

### Zweiter Weltkrieg

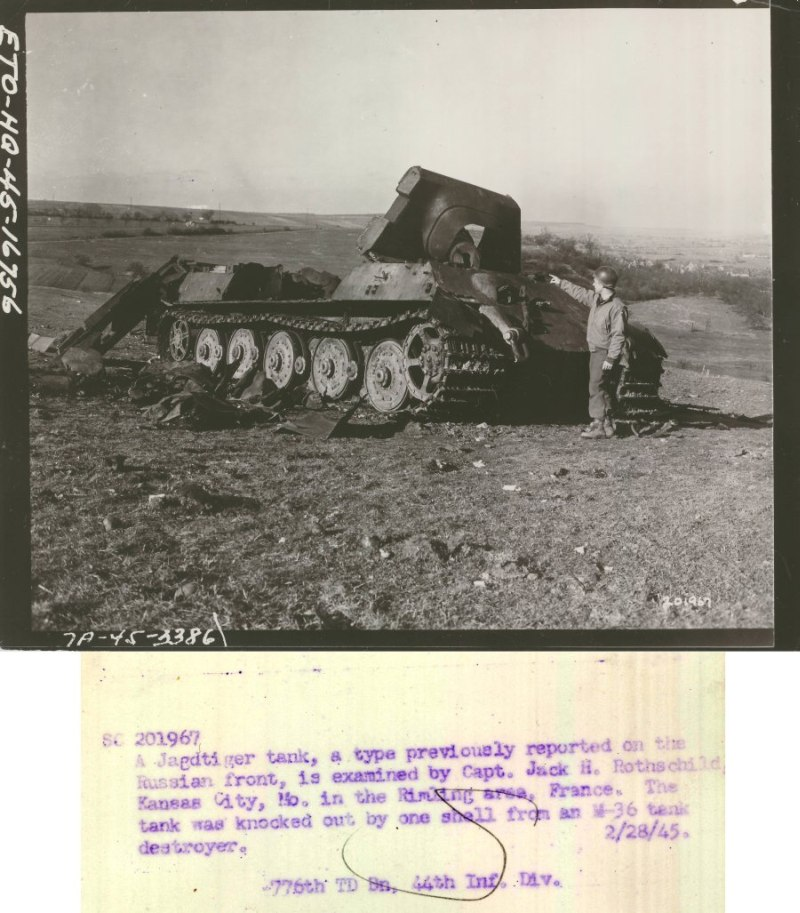
Ein zerstörter Jagdtiger der Wehrmacht bei Rimling, Januar 1945

Zum Ende des Zweiten Weltkrieges war Rimling schwer umkämpft. Im Zuge der Kampfhandlungen kam es zu zahlreichen Opfern und Sachschäden. Am 13. Dezember 1944 nahmen US-Truppen erstmals die Ortschaft ein. Ab Weihnachten lag Rimling dann unter schwerem deutschem Beschuss und vom 7. bis 10. Januar eroberten Teile der 17. SS-Panzergrenadierdivision während des Unternehmens Nordwind das Dorf zurück. Am 13. Januar nahm die SS 15 Männer von 16 bis 60 Jahren als Geiseln und entführte sie nach Zweibrücken, wo sie von der Gestapo gefoltert und schikaniert wurden. Am 20. Januar durften sie wieder nach Hause. Am 15. Februar 1945 schließlich kamen die US-Truppen zurück und befreiten Rimling endgültig. Von den 1939 noch 551 lebenden Einwohnern waren nur 393 übriggeblieben, von 120 Häusern waren 59 stehen geblieben, praktisch der gesamte Viehbestand war tot oder gestohlen und die Gemarkung komplett vermint.

### Bevölkerungsentwicklung
| Jahr      | 1962 | 1968 | 1975 | 1982 | 1990 | 1999 | 2007 | 2019 |
| Einwohner | 467  | 467  | 484  | 488  | 464  | 494  | 509  | 652  |

## Kultur und Sehenswürdigkeiten
In der Gemarkung haben etwa 20 Lothringerkreuze die Zeiten überstanden. Das bedeutendste von 1761 steht südöstlich des Ortes bei der Imswiese. 
Vom Schloss auf dem Schlossberg sind nur noch Geländeprofile erkennbar. Es wurde 1570 in einen Bauernhof umgewandelt und 1700 vollständig zerstört. Vom Schlossberg gute Sicht über den Ort. 
Über der Kutscheneinfahrt der ehemaligen Relaisstation sind noch die Insignien der Post zu erkennen. 

## Brauchtum
In Rimling ist noch die Sitte des Ratschens lebendig. Aufgabe der bis vierzehnjährigen Kinder des Ortes ist es, in der Karwoche durch das Ratschen die Kirchenglocken zu ersetzen. Seit dem 7. Jahrhundert war es verboten, in der Karwoche zu läuten. Zunächst wird am Gründonnerstag zur Nachtglocke geratscht. Am Karfreitag rufen die Ratschenbuben dreimal zum Beten und dreimal zur Kreuzwegzeremonie. Zum letzten Mal wird am Karsamstag zum Morgengebet geratscht. Danach gehen die Ratschenbuben von Tür zu Tür, singen ihr traditionelles Lied und erhalten Eier, Schokolade und heutzutage oft auch Geld.

## Infrastruktur
In Rimling befindet sich die Schule der Bickenalb, Vor- und Grundschule für die umliegenden Gemeinden.

## Persönlichkeiten
- Nikolaus von Weis (1796–1869), Bischof von Speyer, in Rimling geboren